# Agrippina Vaganova

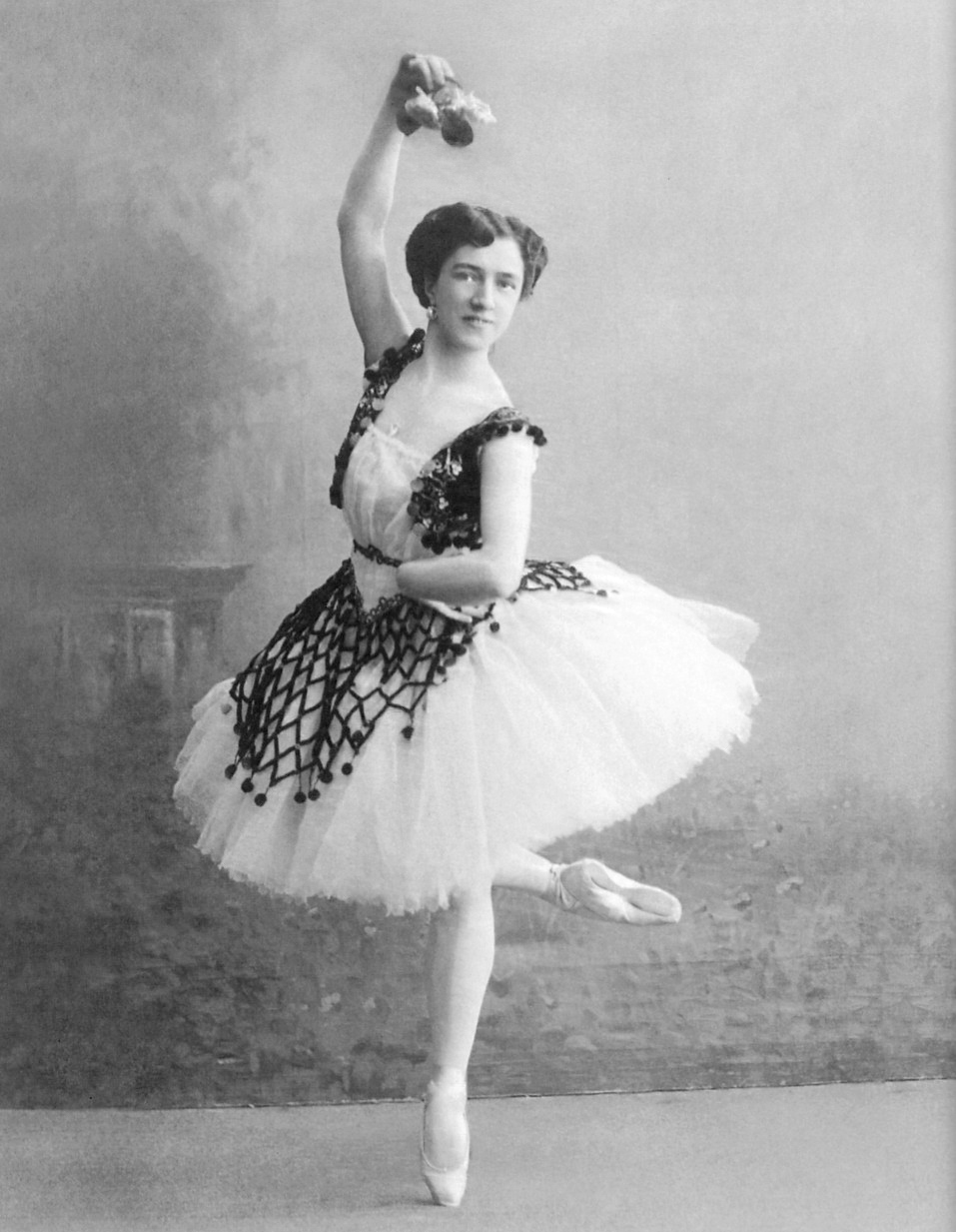
Agrippina Vaganova in de pas de trois van Paquita. Sint-Petersburg, circa 1910

Agrippina Jakovlevna Vaganova (Russisch: Агриппина Яковлевна Ваганова) (Sint-Petersburg, 26 juni 1879 – aldaar, 5 november 1951) was een Russische balletdanseres, choreografe en balletlerares.

## Biografie
Tijdens haar eerste jaren als student was ballet voor Vaganova niet gemakkelijk. Langzaam maar zeker heeft ze roemrijk door al haar inspanningen en haar wilskracht het diploma van het Keizerlijke Ballet kunnen krijgen. Ze kreeg de titel van ‘Koningin van de Variaties’ door haar virtuositeit en haar hoge technische niveau.
Nadat Vaganova afgestudeerd was aan de Keizerlijke Ballet Academie (vandaag de dag bekend als de Vaganova Academie van Russisch Ballet) in Sint-Petersburg in 1897, begon Vaganova met dansen bij een zakelijke onderneming, het Keizerlijke Russische Ballet, wat  verbonden was aan de school. Ze stopte met dansen in 1916 om zich op een carrière als leerkracht te richten. In 1921 keerde ze terug naar haar oude school als leerkracht. Deze school was van naam veranderd: het heette toen de Choreografische school van Leningrad.
Gedurende 30 jaar spendeerde ze haar tijd aan lesgeven aan de choreografische school van Leningrad. Vaganova ontwikkelde een nieuwe ballettechniek die is gecombineerd uit elementen uit de Franse, Italiaanse en de vroegere Russische technieken. De basisbewegingen van de opleiding zijn het verlagen en verhogen van de arm plasticiteit, en de kracht, de flexibiliteit en het uithoudingsvermogen dat aangeleerd wordt bij het ballet. Het vergt aandacht om de gedetailleerde instructies van het proces dat gespecificeerd is in welk onderwerp je in hoeveel tijd hebt aangeleerd, op te volgen.
In 1934 bracht Vaganova een boek uit, genaamd "Fundamentals of Classic Dance". Het is uitgebracht in minstens zes edities en is vertaald in vele talen. In dit boek stond haar trainingsmethode en legt ze ballettechnieken uit. In datzelfde jaar heeft Vaganova "de pedagogische afdeling van het Conservatorium van Leningrad" opgericht zodat ze mensen die in de toekomst balletleerkracht wilden worden kon aanleren hoe ze het moesten aanpakken. Haar school heeft enkele belangrijke namen voortgebracht zoals: Vera Kostrovitskaya (de auteur van 100 lessons of Classical Dance), Nadezhda Vazaroya en Varvara P. Mey (de auteurs van the Alphabet of Classical Dance).
Vaganova overleed in 1951. Haar leermethode is bewaard gebleven door instructeurs. Vandaag de dag is de vaganovamethode de meest gebruikte methode in Rusland om ballet aan te leren. Hij wordt ook gebruikt in Europa en Noord-Amerika.

## Vaganovamethode
De  vaganovamethode is een door Vaganova ontworpen ballettechniek en een trainingssysteem. Deze techniek bevat elementen uit de traditionele Franse techniek bij het romantische tijdsperk en uit atletiek en virtuositeit van de Italiaanse techniek. Het trainingssysteem is opgesteld om het hele lichaam in elke beweging te trainen, met extra attentie voor het bovenlichaam, benen en voeten. Vaganova geloofde dat deze aanpak het bewustzijn van het lichaam verhoogde, waardoor er een harmonie van bewegingen en meer expressiviteit ontstond.
- Bibsys: 90710951
- Bibliothèque nationale de France: cb13551769m (data)
- CiNii: DA06391556
- Gemeinsame Normdatei: 118803654
- International Standard Name Identifier: 0000 0000 8135 9939
- Library of Congress Control Number: n80161642
- Nationale Bibliotheek van Letland: 000312930
- Bibliotheek van het Japanse parlement: 00526938
- Nationale Bibliotheek van Tsjechië: jn20000701873
- Nationale Bibliotheek van Israël: 987007304227205171
- Nationale Bibliotheek van Polen: a0000002087944
- Nationale en Universitaire bibliotheek Zagreb: 000412160
- Nederlandse Thesaurus van Auteursnamen: 069327335
- Réseau des bibliothèques de Suisse occidentale: 02-A006173457
- Istituto Centrale per il Catalogo Unico: SBLV138099
- LIBRIS: 210665
- SNAC: w6bq3prf
- Système universitaire de documentation: 158938313
- Virtual International Authority File: 56774222
- WorldCat: E39PBJwdcMMbjy7QwR9HvfVwG3